# سرو مارائواکا
سرو مارائواکا (به اسپانیایی: Cerro Marahuaca) یک تپوری در ونزوئلا است که در آمازوناس (ایالت ونزوئلا) واقع شده‌است. سرو مارائواکا ۲٬۸۳۲ متر بالاتر از سطح دریا واقع شده‌است.